# Voncq
 Voncq  là một xã ở tỉnh Ardennes, thuộc vùng Grand Est ở phía bắc nước Pháp.

## Trong Chiến tranh Pháp-Phổ
Trong cuộc Chiến tranh Pháp-Phổ (1870 – 1871), hai đội khinh kỵ binh Phổ dưới quyền chỉ huy của Thiếu tá Massoneau đã tiến công làng Voncq vào ngày 29 tháng 8 năm 1870. Quân kỵ binh Phổ đã giành chiến thắng sau một cuộc giao tranh ngắn ngủi với lực lượng bộ binh Pháp phòng ngự tại Voncq (mà chủ yếu là lính Turco). Ngôi làng đã bị đốt cháy trong trận chiến này. Quân đội Phổ bắt giữ được 40 tù binh, trong đó có một số lượng lính Zouave và Turco, cùng với một số du kích quân franc-tireur.